# Truy tìm ký ức
Truy tìm ký ức (tựa gốc: Total Recall) là một bộ phim hành động khoa học viễn tưởng dystopia do Len Wiseman đạo diễn. Kịch bản phim chắp bút bởi Kurt Wimmer và Mark Bomback, dựa trên bộ phim cùng tên năm 1990 và lấy cảm hứng từ truyện ngắn "We Can Remember It For You Wholesale" của Philip K. Dick vào năm 1966. Phim có sự tham gia của Colin Farrell, Kate Beckinsale, Jessica Biel, Bryan Cranston, Bokeem Woodbine, John Cho và Bill Nighy. Không giống như bộ phim đầu tiên, bối cảnh phim đặt ở Trái Đất, không phải Sao Hỏa, và có nhiều chủ đề chính trị hơn.